# Colonización armada
La colonización armada es una categoría histórica que da cuenta de una modalidad de poblamiento campesino de la frontera agraria colombiana liderado por los primeros núcleos de resistencia comunista que dieron origen a las Farc-Ep en la década de 1960.

## Desarrollo

### Columnas de Marcha
Se formaron a fines de los años cuarenta bajo orientaciones del partido comunista colombiano. Dieron paso a una migración campesina protegida por un destacamento armado desde el sur del departamento del Tolima hacia las zonas que posteriormente serían conocidas como "Repúblicas Independientes", en un principio las columnas de marcha se crearon para resistir a la dictadura de Gustavo Rojas Pinilla (1953-1957), posteriormente pasaron a ser un movimiento de autodefensa, que tras varios bombardeos a dichas zonas se conformaría en la guerrilla de las FARC.